# 日當直喜
- 日当直喜

日當 直喜（ひなた なおき、2005年7月6日 - ）は、東京都墨田区出身のプロ野球選手（投手）。右投右打。東北楽天ゴールデンイーグルス所属。

## 経歴

### プロ入り前
墨田区立梅若小学校1年生のときから墨田区立桜堤中学校までの計9年間、軟式野球の『鐘ヶ淵イーグルス』で捕手・投手としてプレーした。
東海大学菅生高校に進学し、1年秋に背番号11でベンチ入り。背番号1を付けた2年秋の東京都大会では、4試合連続完投勝利を記録して優勝した。3年春の第95回記念選抜高等学校野球大会では沖縄尚学との3回戦で完封勝利を記録。続く大阪桐蔭との準々決勝ではリリーフ登板で6回2失点と好投したが、チームは敗れた。3年夏は西東京都大会5回戦で駒沢大高に敗れた。その後、2023年9月1日にプロ志望届を提出した。
10月26日に開催されたドラフト会議にて、東北楽天ゴールデンイーグルスから3位指名を受けた。11月12日に契約金5000万円、年俸550万円（金額はいずれも推定）で入団に合意した。背番号は54。

### 楽天時代
2024年は、二軍で30試合の登板で3勝2敗3セーブ、防御率2.01という成績を残し、10月6日に一軍初昇格した。10月9日、シーズン最終戦となった埼玉西武ライオンズ戦の延長12回表に中継ぎとしてプロ初登板を果たし、安打と申告敬遠で二死一・二塁のピンチを招くも1回を1奪三振無失点に抑えた。10月29日に20万円アップの推定年俸570万円で契約を更改した。

## 選手としての特徴
身長190cm・体重100kgの雄大な体格から投げ込む最速154km/hのストレートと鋭いフォークが武器。変化球は他にカットボール、カーブなどを投じる。趣味は裁縫（詳細後述）という器用な手先でフォークは7種類の変化を自在に操れるという。
連投を苦にしないスタミナも武器であり、東海大学菅生監督・若林弘泰も「体に不安はないです。本当に一晩寝たら回復してるタフさはあります」と太鼓判を押した。母親も「小さい頃から、けがをしたことがない丈夫な子」と話している。そのタフさから、ダチョウ並みの回復力の持ち主という理由で高校時代のあだ名は「ダチョウ」であった。

## 人物・エピソード
7人きょうだいの5番目（三男）で兄2人・姉2人・妹2人がいる。
耳の形成が不完全で通常よりも耳が小さい状態で生まれる小耳症を左耳に抱えており、左耳はほぼ聴こえず、捕手の声が届かずに守備の連携で失敗することもあった。中学3年時、母と共に病院に行き、肋軟骨移植により耳の形成を正常に戻す手術を勧められたが、それでも半年間野球ができなくなることを聞き、手術はしないことを選択した。
趣味は裁縫であり、学生時代はユニフォームが破れたら自分で縫い、背番号を縫いつけていたこともあったという。特技は人を笑わせることで、一発芸には定評がある。

## 詳細情報

### 年度別投手成績
| 年 度     | 球 団     | 登 板 | 先 発 | 完 投 | 完 封 | 無 四 球 | 勝 利 | 敗 戦 | セ 丨 ブ | ホ 丨 ル ド | 勝 率 | 打 者 | 投 球 回 | 被 安 打 | 被 本 塁 打 | 与 四 球 | 敬 遠 | 与 死 球 | 奪 三 振 | 暴 投 | ボ 丨 ク | 失 点 | 自 責 点 | 防 御 率 | W H I P |
| --------- | --------- | ----- | ----- | ----- | ----- | -------- | ----- | ----- | -------- | ----------- | ----- | ----- | -------- | -------- | ----------- | -------- | ----- | -------- | -------- | ----- | -------- | ----- | -------- | -------- | ------- |
| 2024      | 楽天      | 1     | 0     | 0     | 0     | 0        | 0     | 0     | 0        | 0           | ----  | 5     | 1.0      | 1        | 0           | 1        | 1     | 0        | 1        | 0     | 0        | 0     | 0        | 0.00     | 2.00    |
| 通算：1年 | 通算：1年 | 1     | 0     | 0     | 0     | 0        | 0     | 0     | 0        | 0           | ----  | 5     | 1.0      | 1        | 0           | 1        | 1     | 0        | 1        | 0     | 0        | 0     | 0        | 0.00     | 2.00    |

- 2024年度シーズン終了時

### 年度別守備成績
| 年 度 | 球 団 | 投手  | 投手  | 投手  | 投手  | 投手  | 投手     |
| 年 度 | 球 団 | 試 合 | 刺 殺 | 補 殺 | 失 策 | 併 殺 | 守 備 率 |
| ----- | ----- | ----- | ----- | ----- | ----- | ----- | -------- |
| 2024  | 楽天  | 1     | 0     | 2     | 0     | 0     | 1.000    |
| 通算  | 通算  | 1     | 0     | 2     | 0     | 0     | 1.000    |

- 2024年度シーズン終了時

### 記録
初記録
- 初登板：2024年10月9日、対埼玉西武ライオンズ25回戦（楽天モバイルパーク宮城）、12回表に6番手で救援登板・完了、1回無失点[11]
- 初奪三振：同上、12回表に西川愛也から見逃し三振[11]

### 背番号
- 54（2024年[10] - ）